# Burgbergkapelle (Erlangen)

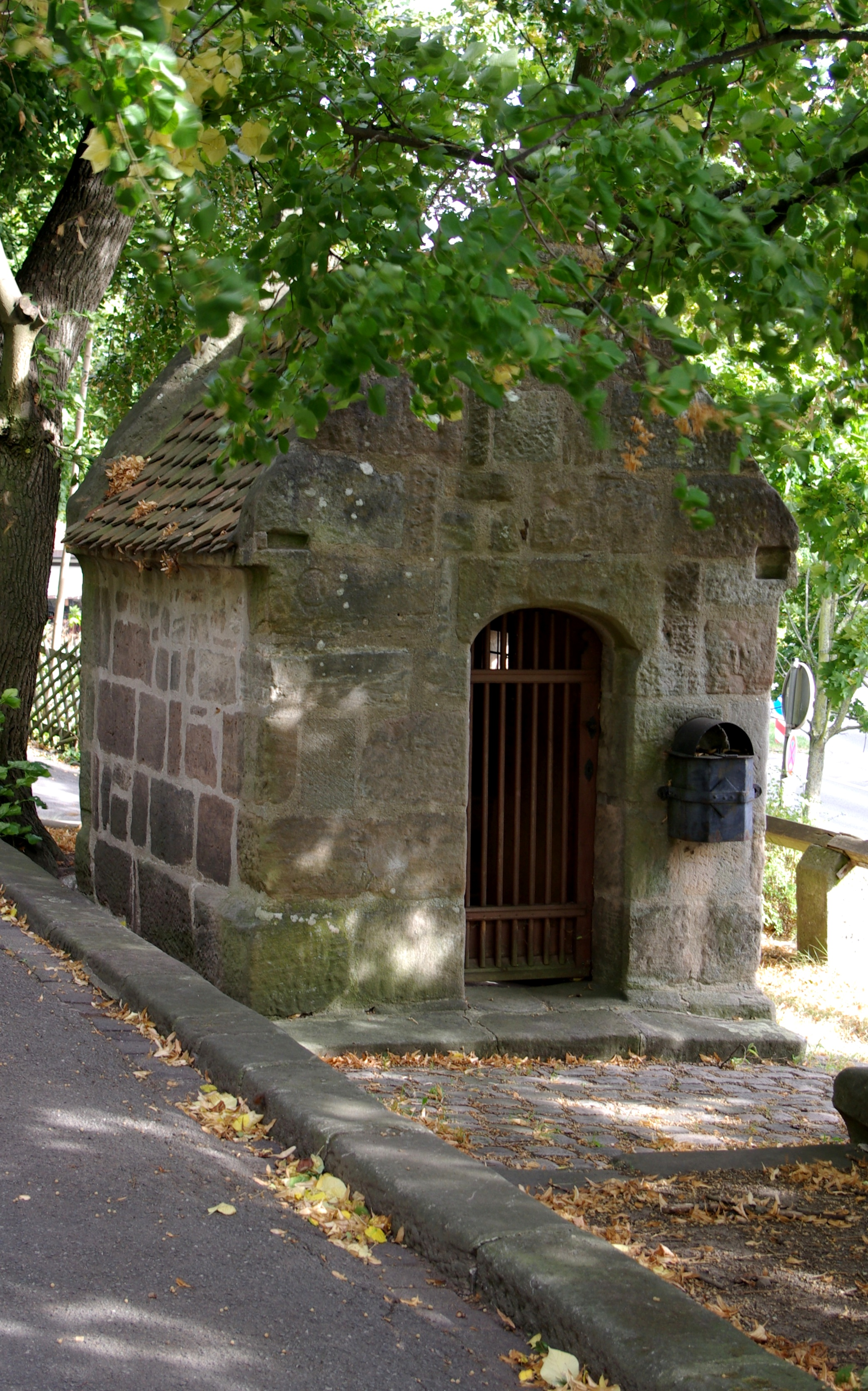
Burgbergkapelle (2009)

Die Burgbergkapelle (auch: Kapelle zum heiligen Grab) ist eine kleine Kapelle aus Sandstein am Erlanger Burgberg, nur wenige Schritte vom Festgelände der Bergkirchweih entfernt. Sie ist dem Sprengel der evangelisch-lutherischen Altstädter Kirche zugeordnet.

## Geschichte
Errichtet wurde sie, wie aus der baulichen Gestalt zu schließen, wahrscheinlich im 15. Jahrhundert. Es handelt sich damit um das älteste noch erhaltene Gebäude der Stadt. Die erste urkundliche Erwähnung datiert aber erst auf das Jahr 1709, als der einfache Quaderbau im Stile einer Feldkapelle vermutlich erneuert wurde. Der unterhalb der Kapelle vorbeiführende Weg hieß im 18. Jahrhundert der heilige Graben.
Die Andachtsstätte bildete zusammen mit dem seit dem 14. Jahrhundert gegenüberliegenden Siechenhaus eine bauliche Einheit. Die Einsiedelei lag außerhalb der Stadtmauern an der Straße nach Bayreuth und hatte wohl den Auftrag der Betreuung von Kranken.
1818 erwarb der Spiegelfabrikant Johann Jakob Zephanias Fischer die Burgbergkapelle von der Altstädter Kirchengemeinde, die sie 1926 von seinen Erben zurückkaufte. Größere Renovierungen fanden 1927 und 1985 statt.